# Crime Scene
Crime Scene (クライムシーン、ハングル表記：크라임씬) は、韓国JTBCで放送していた推理バラエティ番組。

## 出演者

### シーズン1
- 洪榛浩[4]
- 朴芝潤[4]
- チョン・ヒョンム[4]
- キム・ユンジ[4]
- イム・バングル[要出典]
- ガン・ヨンソク[4]

### シーズン2
- 洪榛浩[5]
- 朴芝潤[5]
- チャン・ジン[5]
- チャン・ドンミン[5]
- ハニ[5]
- チェ・ウォンミョン[5]

### シーズン3
- 朴芝潤[6]
- チャン・ジン[6]
- キム・ジフン[6]
- ヤン・セヒョン[6]
- チョン・ウンジ[6]
- キム・ミンギュ[6]

## ゲスト

### シーズン1
- ヘンリー（1話-4話）
- カン・ミンヒョク（5話-6話、10話）
- イム・ムンギュク（5話-6話、10話）
- ソンギュ（7話）
- ソユ（8話）
- キー（9話）

### シーズン2
- キム・ジフン（1話-2話、10話）
- オ・ヒョンギョン（3話）
- シウミン（4話-6話）
- NSユンジ（7話）
- カン・ミンヒョク（7話）
- チョン・ヒョンム（8話）
- BoA（9話）
- ピョ・チャンウォン（11話-12話）

### シーズン3
- ソン・ジェリム（1話-2話）
- NSユンジ（3話）
- ハニ（3話）
- キム・ビョンオク（4話）
- ジニョン（5話）
- チャン・ドンミン（6話、9話）
- パク・ソジン（6話、11話）
- チャウヌ（7話）
- 洪榛浩（8話-12話）
- ピョ・チャンウォン（10話）